# Hendrick de Somer

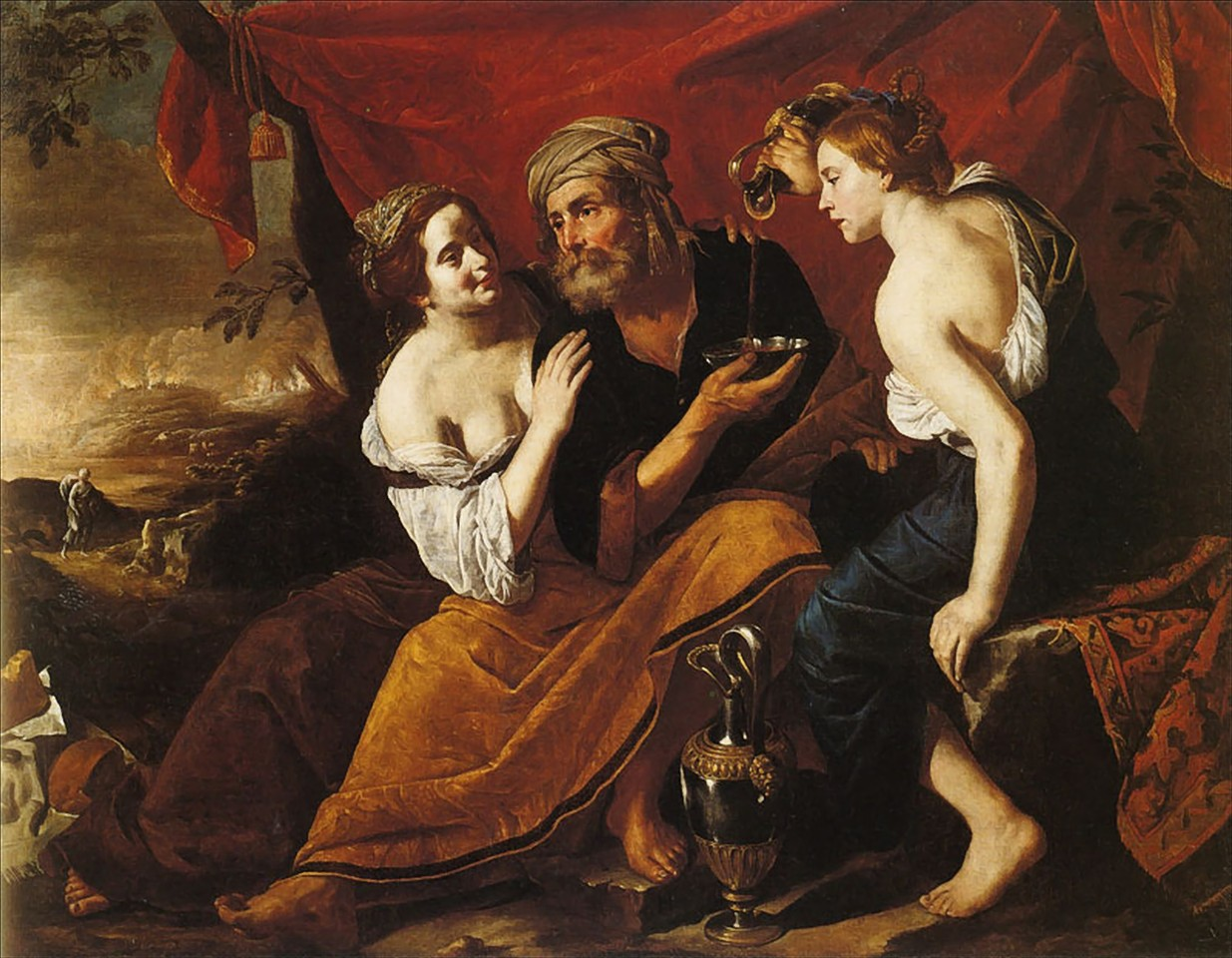
Lot en zijn dochters

Hendrick de Somer (Enrico Fiammingo of Henrico il Fiamingo) (Lokeren, 1602 – Napels, waarschijnlijk 1655 of 1656 was een Vlaamse schilder die het grootste deel van zijn leven en carrière in Napels doorbracht.  Hij wordt beschouwd als een van de belangrijkste Vlaamse schilders die in de eerste helft van de 17e eeuw in Napels werkzaam waren.

## Leven
Hendrick de Somer is gekend onder de naam 'Enrico Fiammingo'.  Hij wordt door de Italiaanse kunsthistoricus en schilder Bernardo de' Dominici een leerling van Jusepe de Ribera (José de Ribera) genoemd.

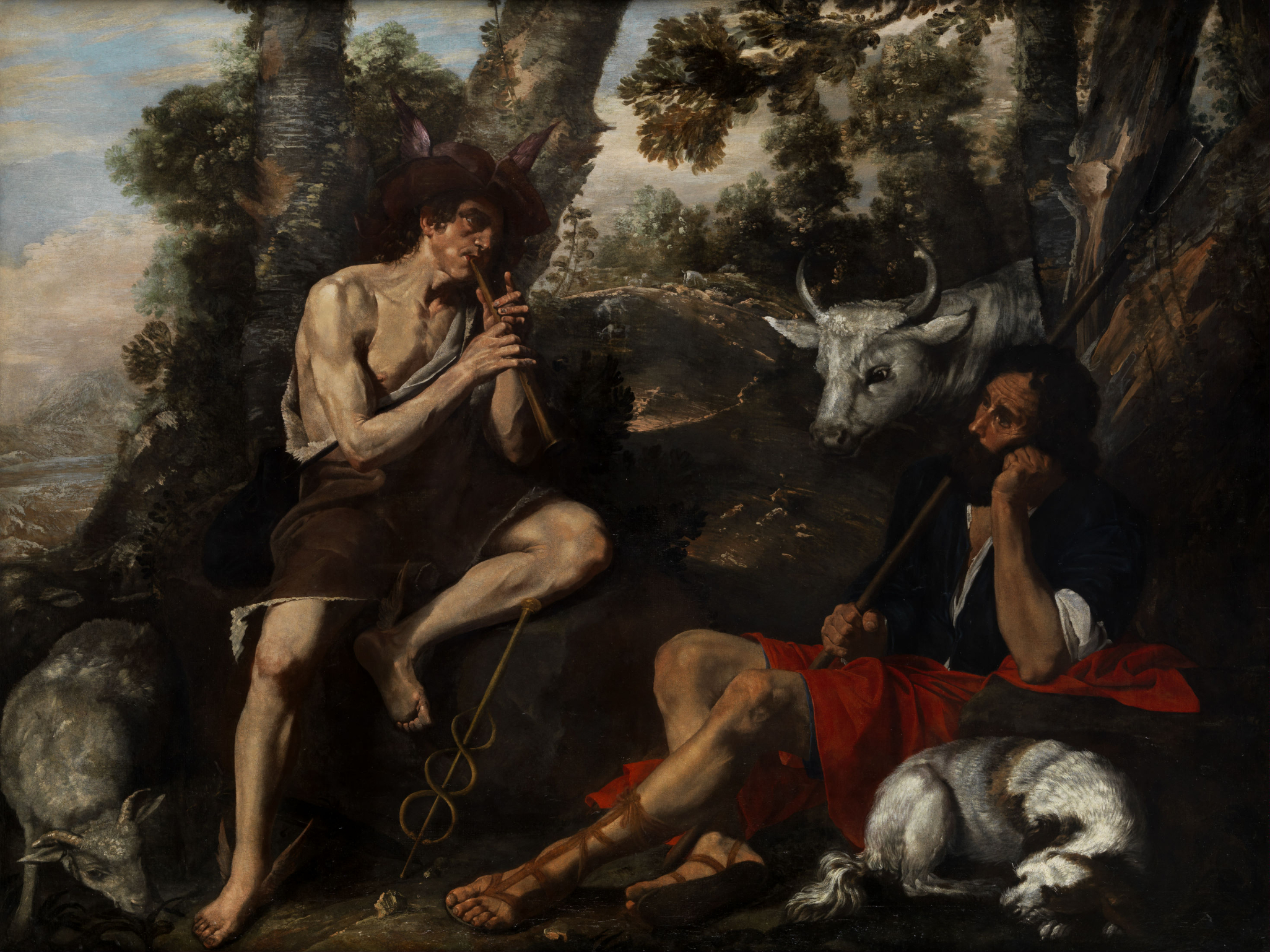
Mercurius en Argus

Tot voor kort werd Hendrick de Somer verward met een Nederlandse schilder, Hendrick van Someren of Hendrick van Somer uit Amsterdam.  Ulisse Prota-Giurleo ontdekte echter de ware identiteit van Hendrick de Somer aan de hand van een document uit 1636 waarin 'Enrico de Somer' optrad als getuige  in een juridische procedure rond het huwelijk van de schilder Viviano Codazzi in Napels.
In dat document verklaarde de schilder dat hij toen 29 jaar oud was en 12 jaar in Napels woonde. Deze verklaring maakt het mogelijk om 1607 als zijn geboortejaar te bepalen (de doopakte in het parochieregister van zijn geboorteplaats Lokeren vermeldt echter 27 augustus 1602) en 1624 als het jaar waarin hij in Napels aankwam.  In deze verklaring staat tevens dat "Gil" de voornaam van zijn vader was, die schout van Lokeren was

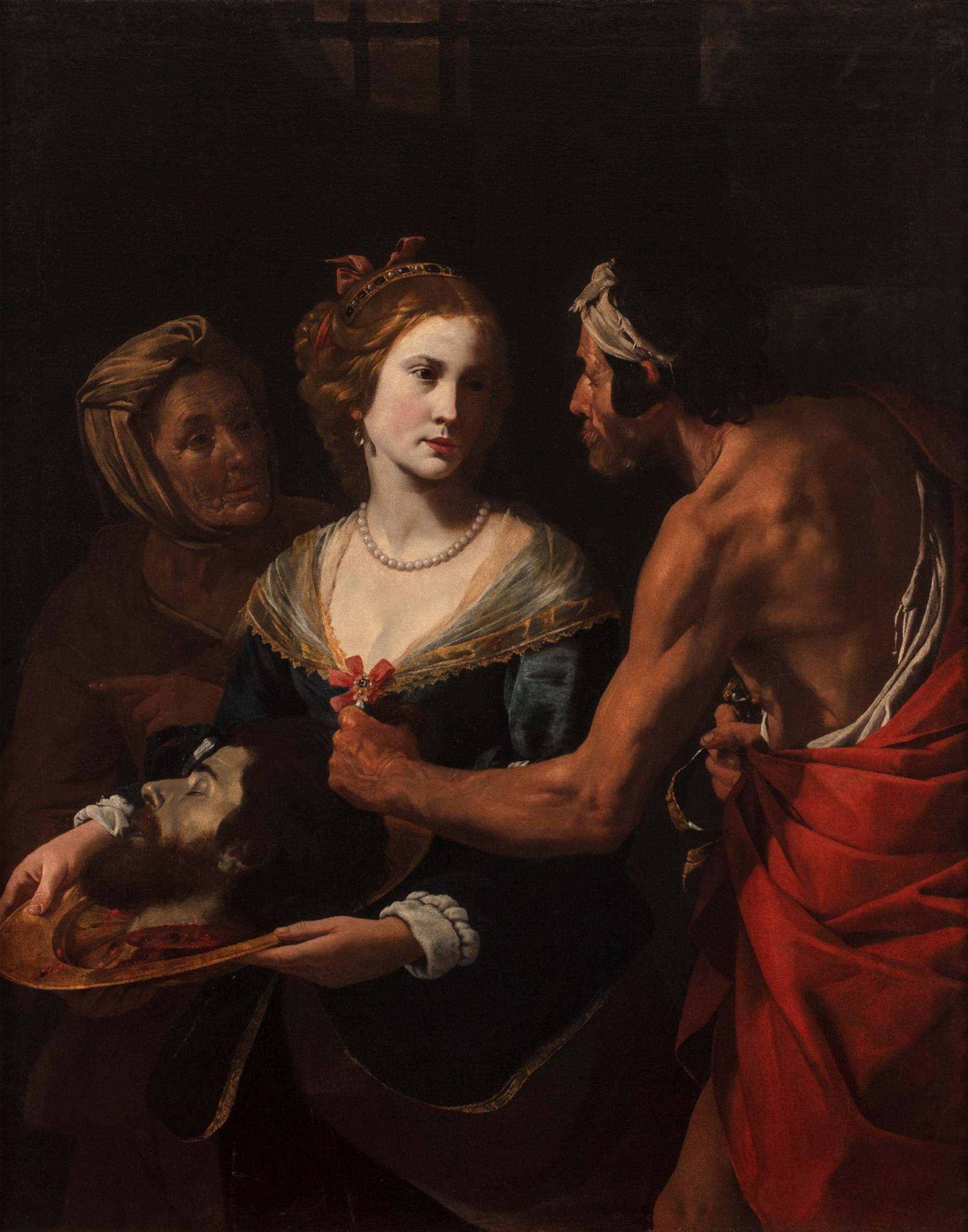
Salome ontvangt het hoofd van Johannes de Doper

Uit onderzoek door kunsthistorici blijkt dat  Hendrick de Somer, die een opleiding als kunstschilder had genoten, in 1622 Vlaanderen heeft verlaten voor Italië, met eindbestemming Napels. Napels was toen de tweede grootste stad van Europa en een attractiepool voor beloftevolle kunstenaars uit de Nederlanden.  Waarschijnlijk maakte hij de reis met twee vrienden en werd hij in 1624 in Napels opgevangen door een relatie die daar al woonde.   Sinds het begin van de 16e eeuw was daar reeds een belangrijke Vlaamse gemeenschap aanwezig, met kunstenaars als Louis Finson, Aert Mijtens en Abraham Vinck  In de periode van het verblijf van Hendrick de Somer was die gemeenschap echter veel kleiner geworden.
Kort na zijn aankomst in Napels ging de Somer als leerling aan het werk in het atelier van José de Ribera, die op dat moment de belangrijkste Spaanse schilder in Napels was. Stilaan ontwikkelde hij een eigen stijl en leidde als zelfstandig meester zijn atelier in Napels. Hij trouwde op 18 november 1632 met de Napolitaanse Diacinta Gamboia. Ze kregen 8 kinderen.
Hij werkte samen met kunstenaars zoals Viviano Codazzi en Domenico Gargiulo en was in de jaren '30 van de 17de eeuw bevriend met de Nederlandse kunstenaar Matthias Stom. Hij werd in 1644 en 1654 tot kerkmeester van de Duits-Vlaamse broederschap in Napels verkozen. Hij kreeg talrijke opdrachten en werd in Italië zeer gewaardeerd.
Dat De Somer volledig  in de sociale en artistieke gemeenschappen van Napels geïntegreerd raakte en meer een Napolitaan dan een Vlaamse schilder werd, kan verklaard worden door het feit dat de Vlaamse gemeenschap in Napels in die tijd erg klein was geworden en door zijn huwelijk met een Napolitaanse vrouw.
Hij bleef tot 1655 in die stad actief.

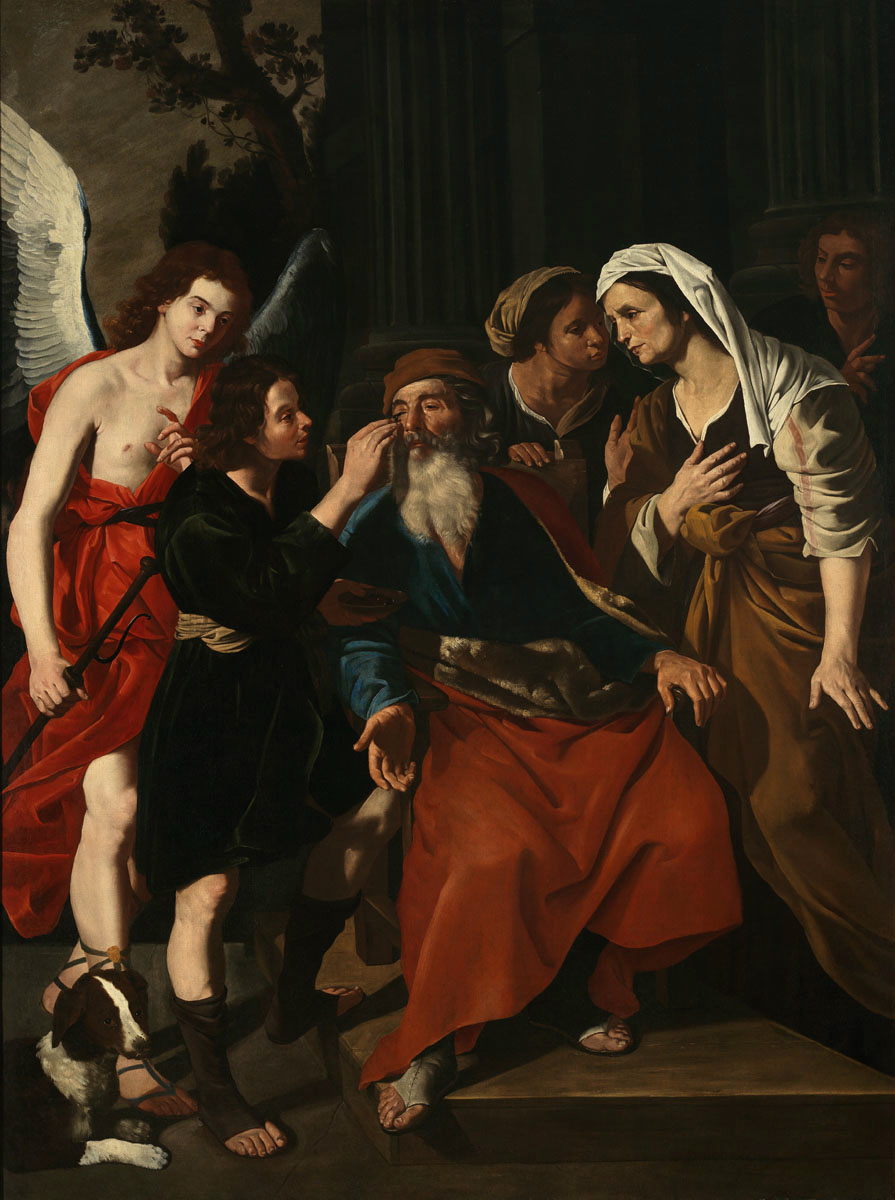
Tobias geneest de blindheid van zijn vader

Er zijn geen gegevens over Hendrick de Somer na 1656, wat erop kan wijzen dat hij mogelijk een van de slachtoffers van de pestepidemie in Napels van 1656 was.

## Werk
Hendrick de Somer  is bekend om zijn religieuze en mythologische composities en sporadisch ook genrestukken. Zijn stijl werd aanvankelijk beïnvloed door de Spaanse schilder José de Ribera, een volgeling van Caravaggio. Later werd hij beïnvloed door de neo-Venetiaanse en Bolognese scholen. Zijn werk vertoont geen spoor van zijn Noord-Europese afkomst.
De oeuvrecatalogus van Hendrick De Somer uit 2014 omvat 87 bekende werken.
Het toeschrijven van die 87 werken aan Hendrick de Somer zijn in eerste instantie gebaseerd op de enige drie gesigneerde en gedateerde werken van de Somer: de "Caritas Romana" uit 1635 dat zich in een Romeinse privécollectie bevindt en twee versies van "Sint-Hiëronymus in de woestijn", één van1651 in de Trafalgar Galleries in Londen en een ander, van 1652, in de Galleria Nazionale di Palazzo Barberini in Rome. Dit laatste werk droeg oorspronkelijk een valse handtekening van de Ribera, die over de handtekening 'Enrico So[mer] f.' en de datum '1652' geschilderd was.

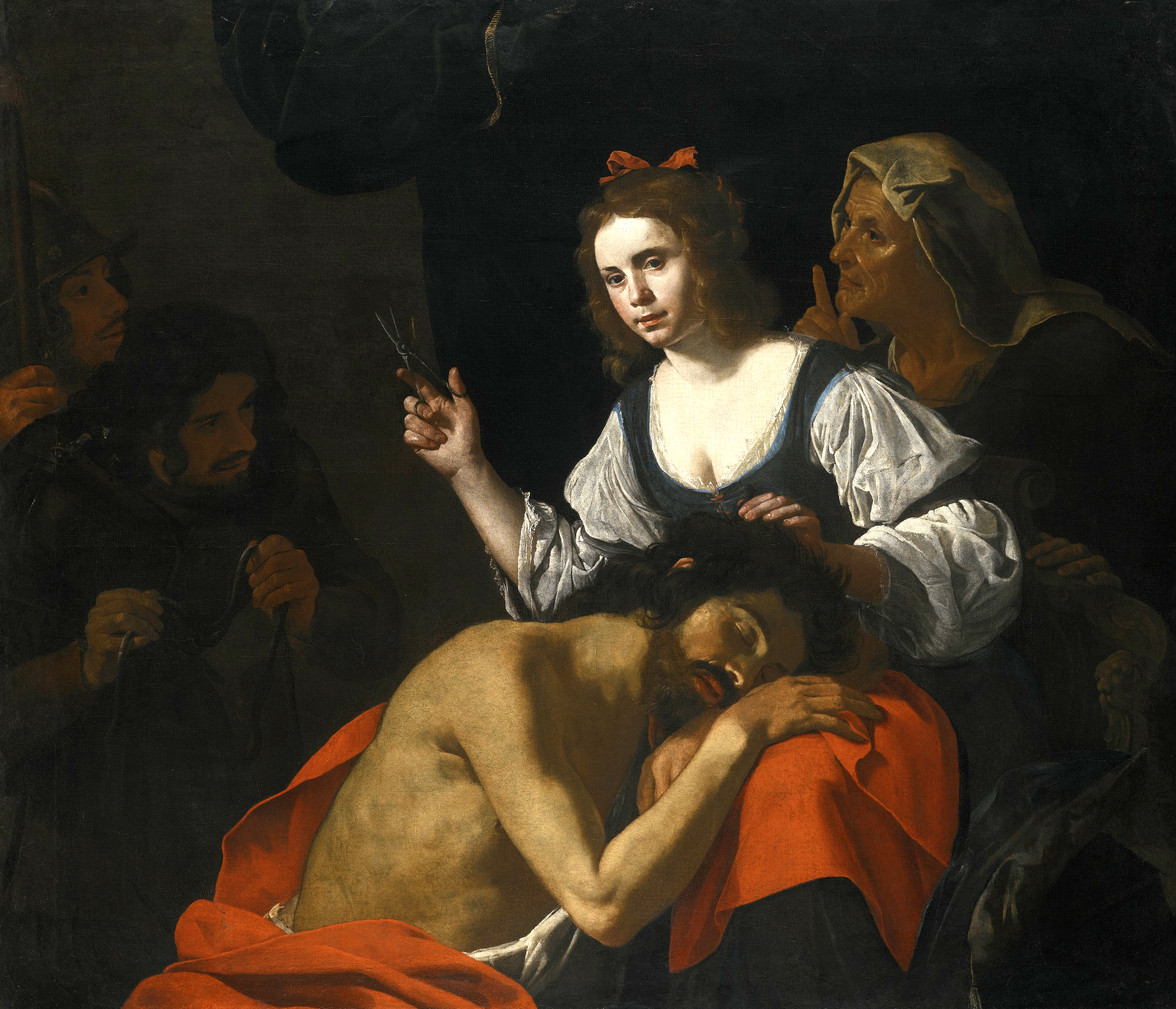
Samson en Delilah

Een ander sleutelwerk voor identificatie is het altaarstuk 'Het doopsel van Christus' (Napels, Santa Maria della Sapienza) uit 1641, dat met zekerheid  aan de Somer kan worden toegeschreven, aangezien de documentatie met betrekking tot zijn opdracht bewaard is gebleven. Dit vroege werk toont zijn nauwe band met de Ribera. De overeenkomsten met 'Het martelaarschap van Sint-Sebastiaan' (Museo di Capodimonte) zijn opvallend. Daarnaast is er ook invloed van 'De geseling van Christus' van Caravaggio.
Werken zoals 'Caritas Romana' (1635, privécollectie) en 'Tobias geneest de blindheid van zijn vader' (ca. 1635, Banco Commerciale Italiana, Collezione Intesa Sanpaolo) kunnen worden gezien als een reactie van de Somer op het noordelijke realisme van Matthias Stom, waarmee hij in de jaren 1630 nauwe contacten onderhield.  

Net als veel van zijn Napolitaanse collega's verliet De Somer geleidelijk het tenebrisme van de Ribera, als gevolg de toenemende belangstelling in Napels voor Romeins-Bolognese kunst.

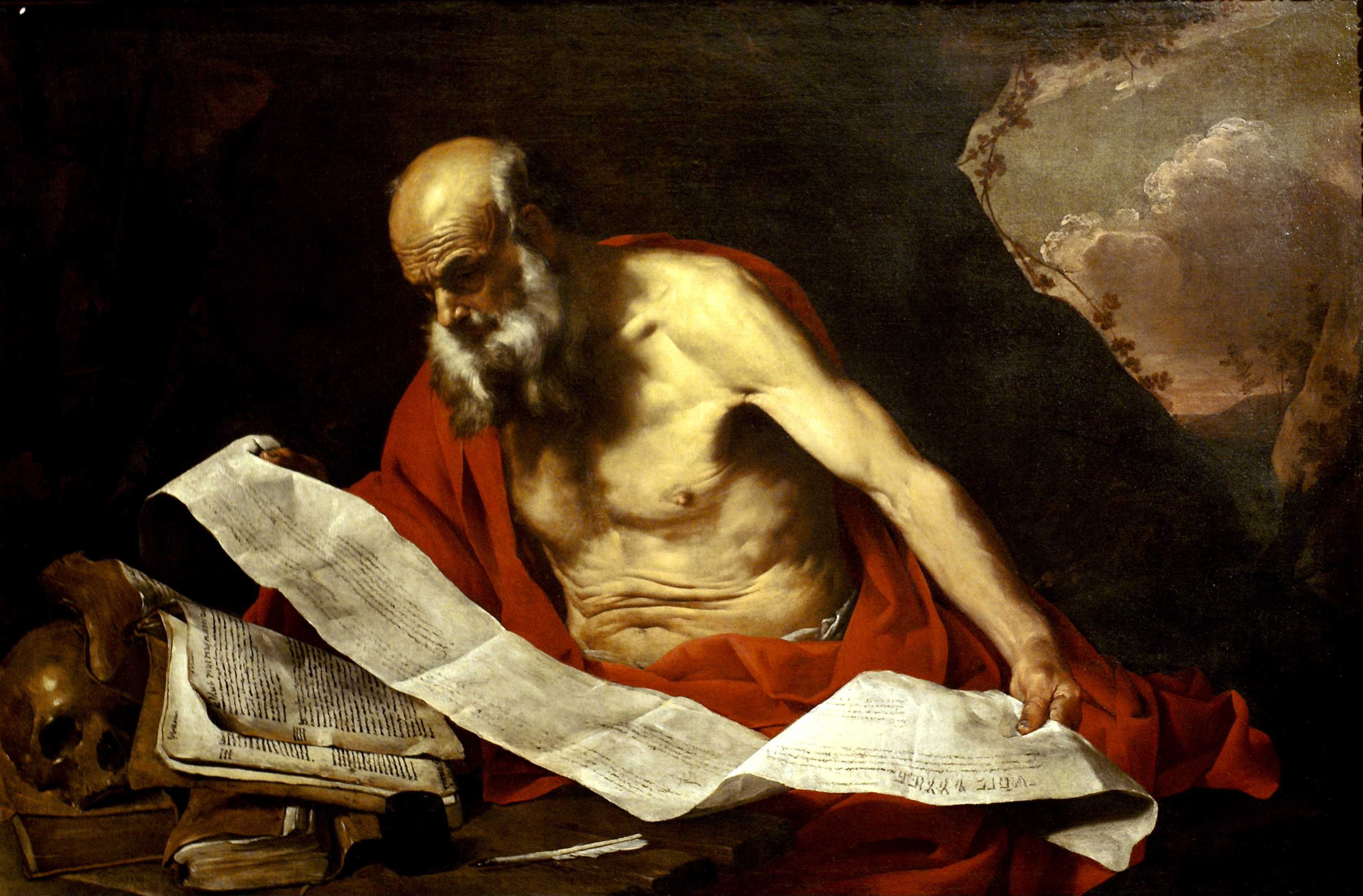
Sint-Hiëronymus leest

Latere werken van de Somer vertonen invloed van andere vooraanstaande Napolitaanse meesters van die tijd, zoals Massimo Stanzione en Bernardo Cavallino.
Zijn palet verschoof geleidelijk naar de neo-Venetiaanse kleur, die in de plaats kwam van het clair-obscur van de volgelingen van Caravaggio. Werken zoals 'Lot en zijn dochters' (meerdere versies) en 'Samson en Delilah' zijn voorbeelden van deze evolutie.
Een gekend werk van latere datum is de 'Sint-Hiëronymus leest' uit 1652 (Rome, Galleria Nazionale di Palazzo Barberini). De Somer maakte veel schilderijen van deze heilige, net als zijn meester de Ribera die dit thema populair had gemaakt.

## Hendrick de Somer in België

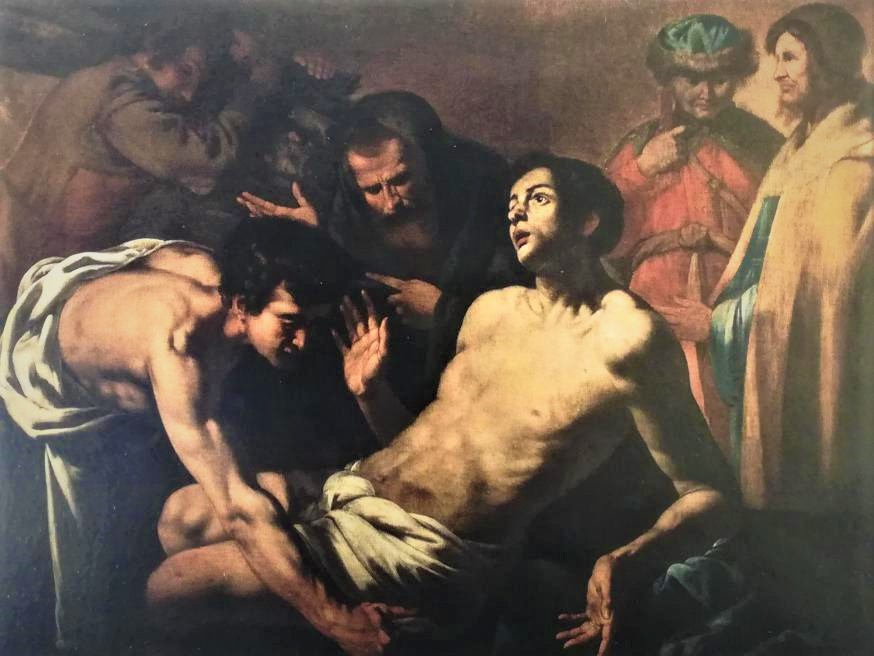
Het martelaarschap van Sint-Laurentius

'Het martelaarschap van Sint-Laurentius' ('Martirio di San Lorenzo')  is het enige schilderij van Hendrick de Somer dat in België tentoongesteld wordt. Het is één van zijn twee schilderijen waarop Sint-Laurentius als hoofdfiguur wordt afgebeeld. De invloed van de Ribera, die een gelijkaardig werk heeft gemaakt, is merkbaar.
Het werk werd in 2019 aangekocht door de Kerkfabriek "Sint-Laurentius" van Lokeren, die het liet restaureren. Het wordt vanaf 10 augustus 2021 tentoongesteld in de Sint-Laurentiuskerk, dezelfde kerk waar de kunstenaar op 27 augustus 1602 werd gedoopt. In het Stadsarchief van Lokeren werd de doopakte van Hendrick de Somer aangetroffen, het bewijs dat Hendrick De Somer in deze stad geboren werd.
Naast Lokeren is het werk van Hendrick de Somer in het bezit van bekende musea zoals het Vaticaans Museum, het Rijksmuseum Amsterdam, het Musée des Beaux Arts in Nice, het Poesjkinmuseum in Moskou, de Hermitage in Sint-Petersburg, het Thyssen-Bornemisza National Museum in Lugano,  meerdere musea in Rome (o.a. Palazzo Barbarini, Palazzo Spada) en Napels (Museo Nazionale di Capodimonte, Palazzo Zevallos Stigliano, Santa Maria della Sapienza), het Speed Art Museum in Louisville en het Museo nazionale d'arte medievale e moderna della Basilicata van Matera.